# Operación de Naciones Unidas en el Congo

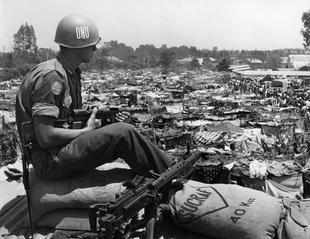
Un miembro sueco de los Cascos Azules de la ONU en el Congo

La Operación de las Naciones Unidas en el Congo (ONUC) fue una fuerza de mantenimiento de la paz de las Naciones Unidas en la República del Congo (Leopoldville) que fue establecida en virtud de la Resolución 143 del Consejo de Seguridad de la ONU, aprobada el 14 de julio de 1960. La misión fue lanzada para ayudar a restaurar la estabilidad en el Congo después de que cayó en conflicto y desorden después de la independencia. ONUC fue la primera misión de mantenimiento de la paz de la ONU con un componente militar importante.
Para llevar a cabo estas tareas, se estableció una fuerza de las Naciones Unidas, la cual llegó a contar con casi 19.900 efectivos, provenientes de Argentina, Austria, Brasil, Birmania, Canadá, Ceilán, Dinamarca, Etiopía, Filipinas, Ghana, Guinea, India, Indonesia, Irán, Irlanda, Italia, Liberia, Malasia, Mali, Marruecos, Nigeria, Noruega, Países Bajos, Pakistán, República Árabe Unida, Sierra Leona, Sudán, Suecia, Túnez y Yugoslavia. La Fuerza de la ONU sufrió una transición de una presencia de mantenimiento de la paz a una fuerza militar.
Los principales objetivos de la ONUC se mantuvieron consistentes. Presentó el doble propósito de retirar al personal militar belga (que luego se expandiría a mercenarios) y proporcionar asistencia militar para garantizar la estabilidad interna. Posteriores resoluciones del Consejo de Seguridad ampliaron el mandato inicial, pero no cambiaron fundamentalmente los objetivos de la operación. Estos fueron especialmente importantes porque la invasión de Bélgica violó la norma de soberanía. El segundo objetivo fue establecido para evitar que el país se convierta en un estado cliente de la Guerra Fría.
Las primeras tropas llegaron al Congo el 15 de julio de 1960. El primer ministro congolés Patrice Lumumba, insatisfecho con la negativa del secretario general de la ONU Dag Hammarskjöld de utilizar las tropas de la ONU para reprimir la insurrección en Katanga, decidió intentar una invasión de Katanga por su cuenta y recurrió a la Unión Soviética en busca de ayuda. El intento de invasión nunca alcanzó Katanga, pero provocó divisiones dentro del gobierno central, el colapso del gobierno y, finalmente, el arresto de Lumumba en diciembre y la ejecución en Katanga en febrero de 1961. Solo entonces el Consejo de Seguridad de las Naciones Unidas autorizó explícitamente el uso de fuerza para propósitos más allá de la autodefensa. El último grupo de tropas de la ONU se retiró el 30 de junio de 1964.
La ONUC fue la primera misión de mantenimiento de la paz de la ONU que empleó la fuerza como medio para implementar las decisiones del Consejo de Seguridad. También fue la primera misión para imponer una zona de exclusión aérea y un embargo de armas. Sin embargo, en los años que siguieron a la crisis del Congo, la mayoría de los congoleses veía a la ONUC como una injerencia extranjera inoportuna en los asuntos de su país.